# Atesta tasmanica
Atesta tasmanica là một loài bọ cánh cứng trong họ Cerambycidae.